# Confédération Africaine de Volleyball
Confédération Africaine de Volleyball (CAVB) är det afrikanska förbundet för volleyboll, beachvolleyboll och parkvolleyboll. Det har 53 medlemmar fördelade på 7 zoner Dess säte ligger i Rabat, Marocko

## Medlemmar
| Land                         | Förbund                                                            | Landslag | Landslag | Zon |
| Land                         | Förbund                                                            | Dam      | Herr     | Zon |
| ---------------------------- | ------------------------------------------------------------------ | -------- | -------- | --- |
| Algeriet                     | Fédération Algérienne de Volley-Ball                               | dam      | herr     | 1   |
| Angola                       | Federação Angolana de Voleibol                                     | dam      | herr     | 6   |
| Benin                        | Fédération Beninoise de Volley-Ball                                | dam      | herr     | 3   |
| Botswana                     | Botswana Volleyball Federation                                     | dam      | herr     | 6   |
| Burkina Faso                 | Fédération Burkinabée de Volley-Ball                               | dam      | herr     | 3   |
| Burundi                      | Fédération Burundaise de Volleyball                                | dam      | herr     | 4   |
| Centralafrikanska republiken | Federation Centrafricaine de Volleyball                            | dam      | herr     | 4   |
| Djibouti                     | Fédération Djiboutienne de Volley-Ball                             | dam      | herr     | 5   |
| Egypten                      | Egyptian Volleyball Federation                                     | dam      | herr     | 5   |
| Ekvatorialguinea             | Federación Ecuatoguineana de Voleibol                              | dam      | herr     | 4   |
| Elfenbenskusten              | Fédération Ivoirienne de Volley-Ball                               | dam      | herr     | 3   |
| Eritrea                      | Eritrean National Volleyball Federation                            | dam      | herr     | 5   |
| Etiopien                     | Ethiopian Volleyball Federation                                    | dam      | herr     | 5   |
| Gabon                        | Fédération Gabonaise de Volley-Ball                                | dam      | herr     | 4   |
| Gambia                       | Gambia Volleyball Association                                      | dam      | herr     | 2   |
| Ghana                        | Ghana Volleyball Federation                                        | dam      | herr     | 3   |
| Guinea-Bissau                | Federação de Voleibol da Guine-Bissau                              | dam      | herr     | 2   |
| Guinea                       | Fédération Guineenne de Volley-Ball                                | dam      | herr     | 2   |
| Kamerun                      | Fédération Camerounaise de Volley-Ball                             | dam      | herr     | 4   |
| Kap Verde                    | Federação Cabo-Verdiana de Voleibol                                | dam      | herr     | 2   |
| Kenya                        | Kenya Volleyball Federation                                        | dam      | herr     | 5   |
| Komorerna                    | Fédération Comorienne de Volley-Ball                               | dam      | herr     | 7   |
| Kongo-Brazzaville            | Fédération Congolaise de Volley-Ball                               | dam      | dam      | 4   |
| Kongo-Kinshasa               | Fédération de Volley-Ball du Congo                                 | dam      | dam      | 4   |
| Lesotho                      | Lesotho National Volleyball Association                            | dam      | dam      | 6   |
| Liberia                      | Liberia Volleyball Federation                                      | dam      | dam      | 3   |
| Libyen                       | Libyan Volleyball Federation                                       | dam      | dam      | 1   |
| Madagaskar                   | Fédération Malagasy de Volleyball                                  | dam      | herr     | 7   |
| Malawi                       | Volleyball Association of Malawi                                   | dam      | herr     | 6   |
| Mali                         | Fédération Malienne de Volleyball                                  | dam      | herr     | 2   |
| Marocko                      | Fédération Royale Marocaine de Volley-Ball                         | dam      | herr     | 1   |
| Mauretanien                  | Fédération de volley-ball de la République islamique de Mauritanie | dam      | herr     | 2   |
| Mauritius                    | Mauritius Volleyball Association                                   | dam      | herr     | 7   |
| Moçambique                   | Federação Moçambicana de Voleibol                                  | dam      | herr     | 6   |
| Namibia                      | Namibian Volleyball Federation                                     | dam      | herr     | 6   |
| Niger                        | Fédération Nigérienne de Volley-Ball                               | dam      | herr     | 3   |
| Nigeria                      | Nigerian Volleyball Federation                                     | dam      | herr     | 3   |
| Rwanda                       | Fédération Rwandaise de Volleyball                                 | dam      | herr     | 5   |
| São Tomé och Príncipe        | Federação Santomense de Voleibol                                   | dam      | herr     | 4   |
| Senegal                      | Fédération Sénégalaise de Volley-Ball                              | dam      | herr     | 2   |
| Seychellerna                 | Seychelles Volleyball Federation                                   | dam      | herr     | 7   |
| Sierra Leone                 | Fédération de Volley-Ball de la Sierra Leone                       | dam      | herr     | 2   |
| Somalia                      | Somali Volleyball Federation                                       | dam      | herr     | 7   |
| Sudan                        | Sudan Volleyball Association                                       | dam      | herr     | 5   |
| Swaziland                    | eSwatini National Volleyball Association                           | dam      | herr     | 6   |
| Sydsudan                     | Sydsudans volleybollförbund                                        | dam      | herr     | 5   |
| Sydafrika                    | Volleyball South Africa                                            | dam      | herr     | 6   |
| Tanzania                     | Tanzania Volleyball Association                                    | dam      | herr     | 5   |
| Tchad                        | Fédération Tchadienne de Volley-Ball                               | dam      | herr     | 4   |
| Togo                         | Fédération Togolaise de Volley-Ball                                | dam      | herr     | 3   |
| Tunisien                     | Fédération Tunisienne de Volley-Ball                               | dam      | herr     | 1   |
| Uganda                       | Uganda Volleyball Federation                                       | dam      | herr     | 5   |
| Zambia                       | Zambia Volleyball Association                                      | dam      | herr     | 6   |
| Zimbabwe                     | Zimbabwe Volleyball Association                                    | dam      | herr     | 6   |

## Tävlingar[3]
CAVB organiserar ett flertal tävlingar
| Tävling                              | Damer | Herrar |
| ------------------------------------ | ----- | ------ |
| Seniorlandslag                       |       |        |
| Afrikanska mästerskapet              | damer | herrar |
| Volleyboll vid afrikanska spelen     | damer | herrar |
| Juniorlandslag                       |       |        |
| Afrikanska U23-mästerskapen          | damer | herrar |
| Afrikanska U21-mästerskapen          | —     | herrar |
| Afrikanska U20-mästerskapen          | damer | —      |
| Afrikanska U19-mästerskapen          | —     | herrar |
| Afrikanska U18-mästerskapen          | damer | —      |
| Klubbar                              |       |        |
| Afrikanska mästerskapen för klubblag | damer | herrar |
| Afrikanska cupvinnarecupen           | damer | herrar |
| Beachvolley                          |       |        |
| Afrikanska mästerskapet              | damer | herrar |